# Country Willie – His Own Songs
Country Willie − His Own Songs – wydany w roku 1965 album amerykańskiego muzyka country Williego Nelsona. Artysta stworzył wszystkie piosenki z płyty, z wyjątkiem "Night Life" i "Are You Sure".

## Spis utworów
| 1.  | "One Day at a Time"                                | 2:32  |
|     |                                                    |       |
| 2.  | "My Own Peculiar Way"                              | 2:55  |
|     |                                                    |       |
| 3.  | "Night Life" (Nelson, Paul Buskirk, Walt Breeland) | 2:25  |
|     |                                                    |       |
| 4.  | "Funny How Time Slips Away"                        | 2:39  |
|     |                                                    |       |
| 5.  | "Healing Hands of Time"                            | 2:20  |
|     |                                                    |       |
| 6.  | "Darkness on the Face of the Earth"                | 2:26  |
|     |                                                    |       |
| 7.  | "Hello Walls"                                      | 2:11  |
|     |                                                    |       |
| 8.  | "Are You Sure" (Nelson, Bobby Emmons)              | 2:10  |
|     |                                                    |       |
| 9.  | "Mr. Record Man"                                   | 2:13  |
|     |                                                    |       |
| 10. | "It Should Be Easier Now"                          | 2:43  |
|     |                                                    |       |
| 11. | "So Much to Do"                                    | 2:10  |
|     |                                                    |       |
| 12. | "Within Your Crowd"                                | 2:04  |
|     |                                                    |       |
|     |                                                    | 28:48 |
|     |                                                    |       |